# Miřetice (ort i Tjeckien, Pardubice)
Miřetice är en ort i Tjeckien.   Den ligger i regionen Pardubice, i den centrala delen av landet, 110 km öster om huvudstaden Prag. Miřetice ligger 394 meter över havet och antalet invånare är 1 205.
Terrängen runt Miřetice är platt norrut, men söderut är den kuperad. Terrängen runt Miřetice sluttar norrut. Runt Miřetice är det ganska tätbefolkat, med 62 invånare per kvadratkilometer. Närmaste större samhälle är Chrudim, 13,8 km nordväst om Miřetice. Omgivningarna runt Miřetice är en mosaik av jordbruksmark och naturlig växtlighet.